# Parc national de l'Ukraine slobodienne
Le parc national de l'Ukraine slobodienne  (ukrainien Слобожанський національний природний парк) est une aire protégée en Ukraine à la confluence des rivières Merla et Mertchik dans l'oblast de Kharkiv.

## Histoire
Le parc est de 5 244 hectares et son classement est du 11 décembre 2009, son accès se fait par le village de Krasnokoutsk.

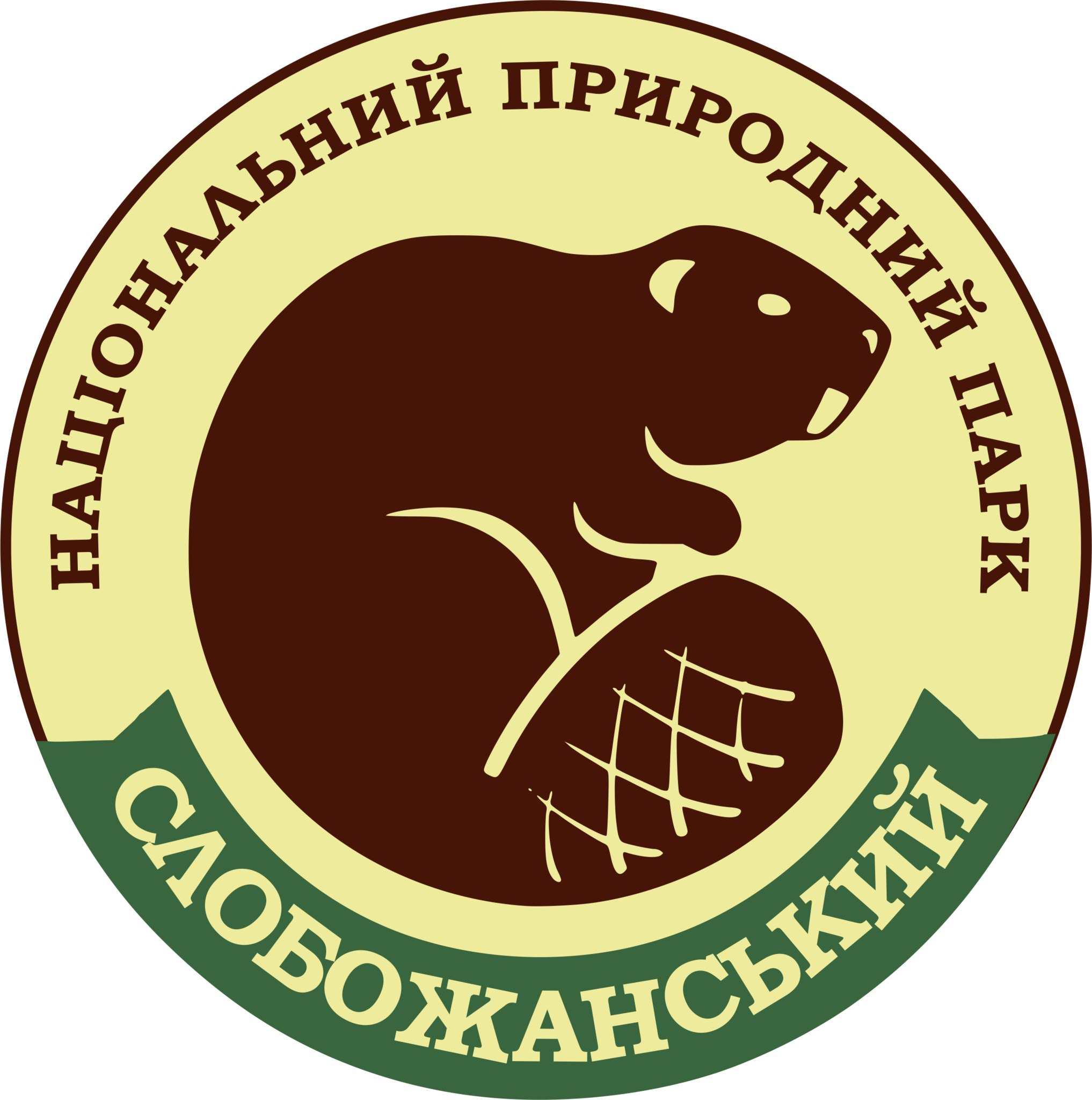
Son logo.

C'est une région de plaines, de forêts inondables et de marais.

## En quelques images

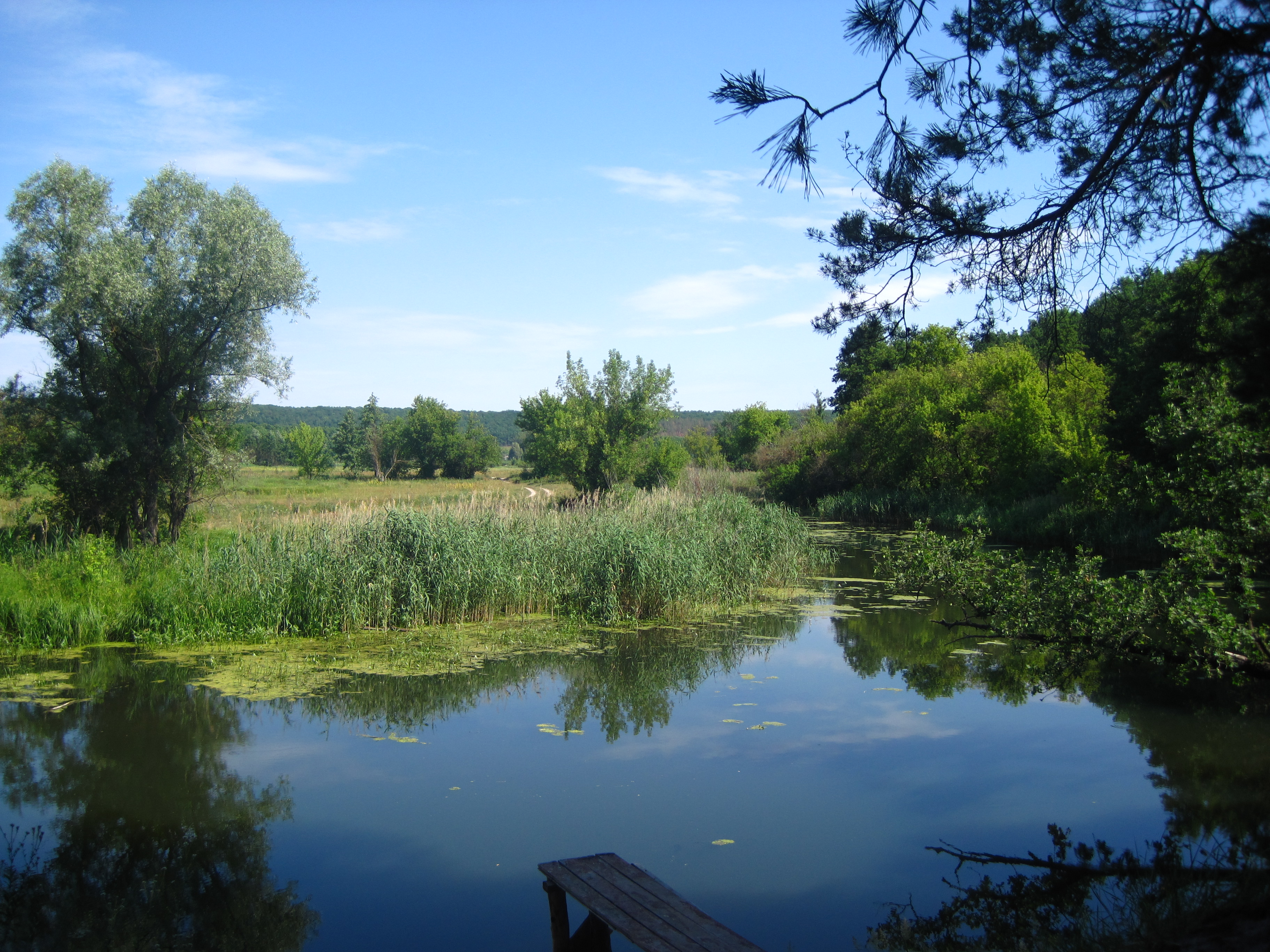
Rivière,
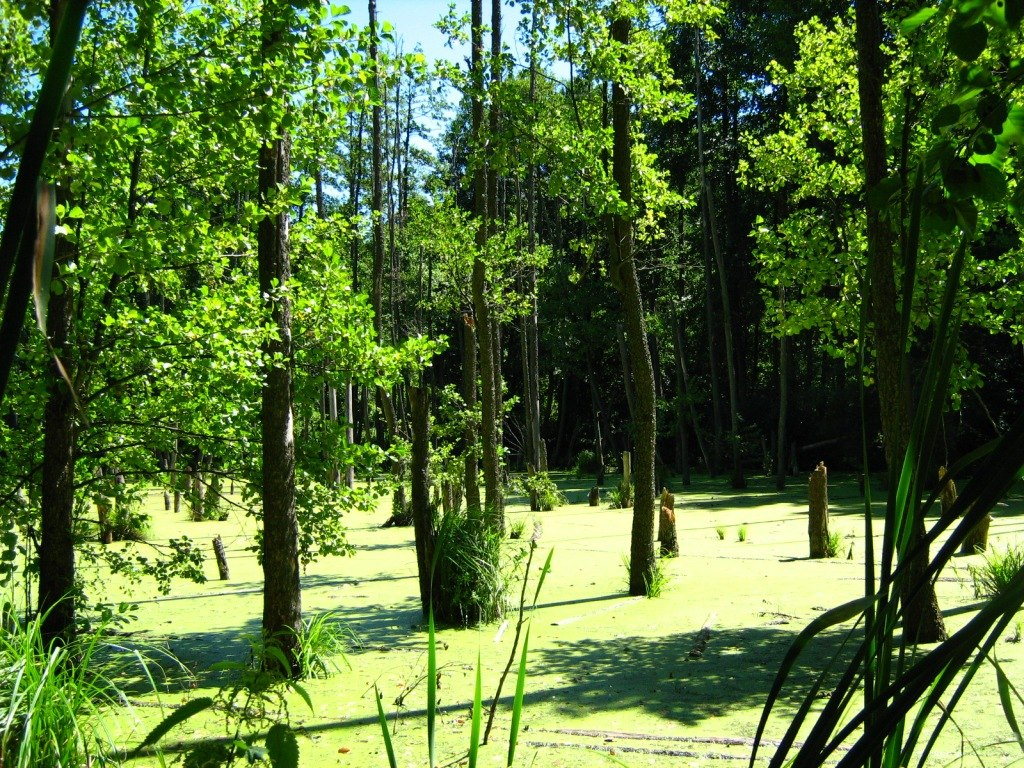
forêt inondée,
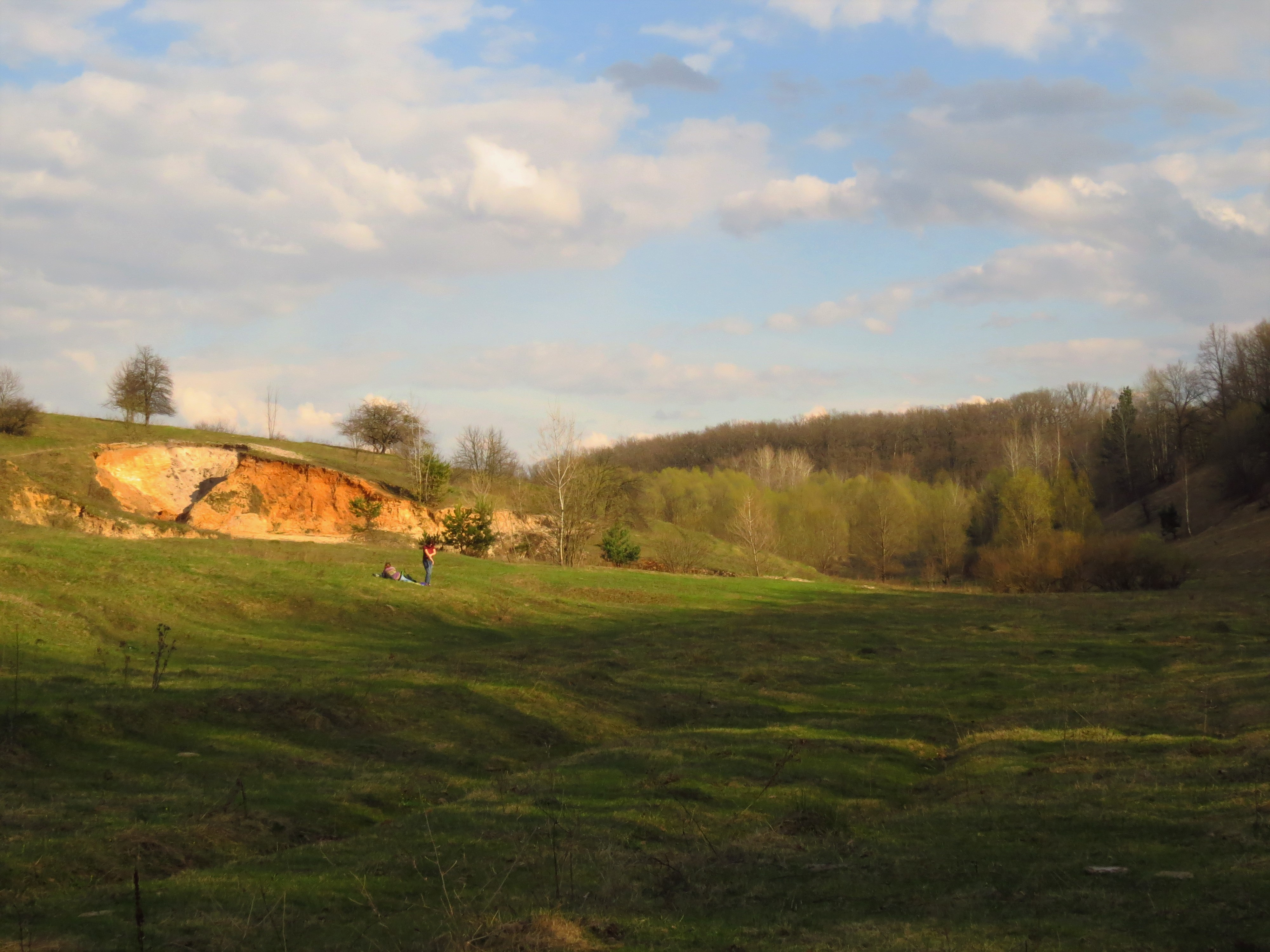
vallon,
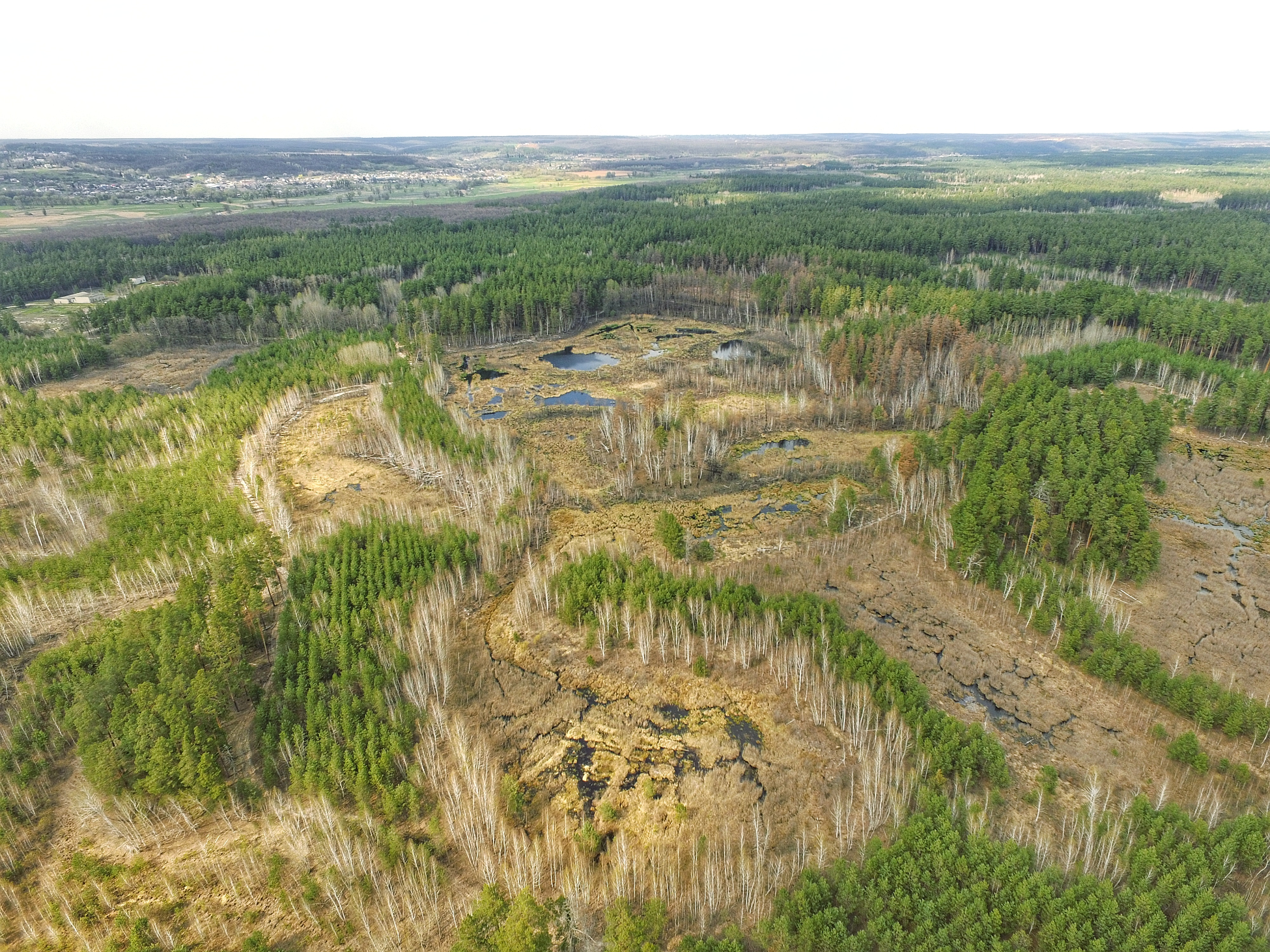
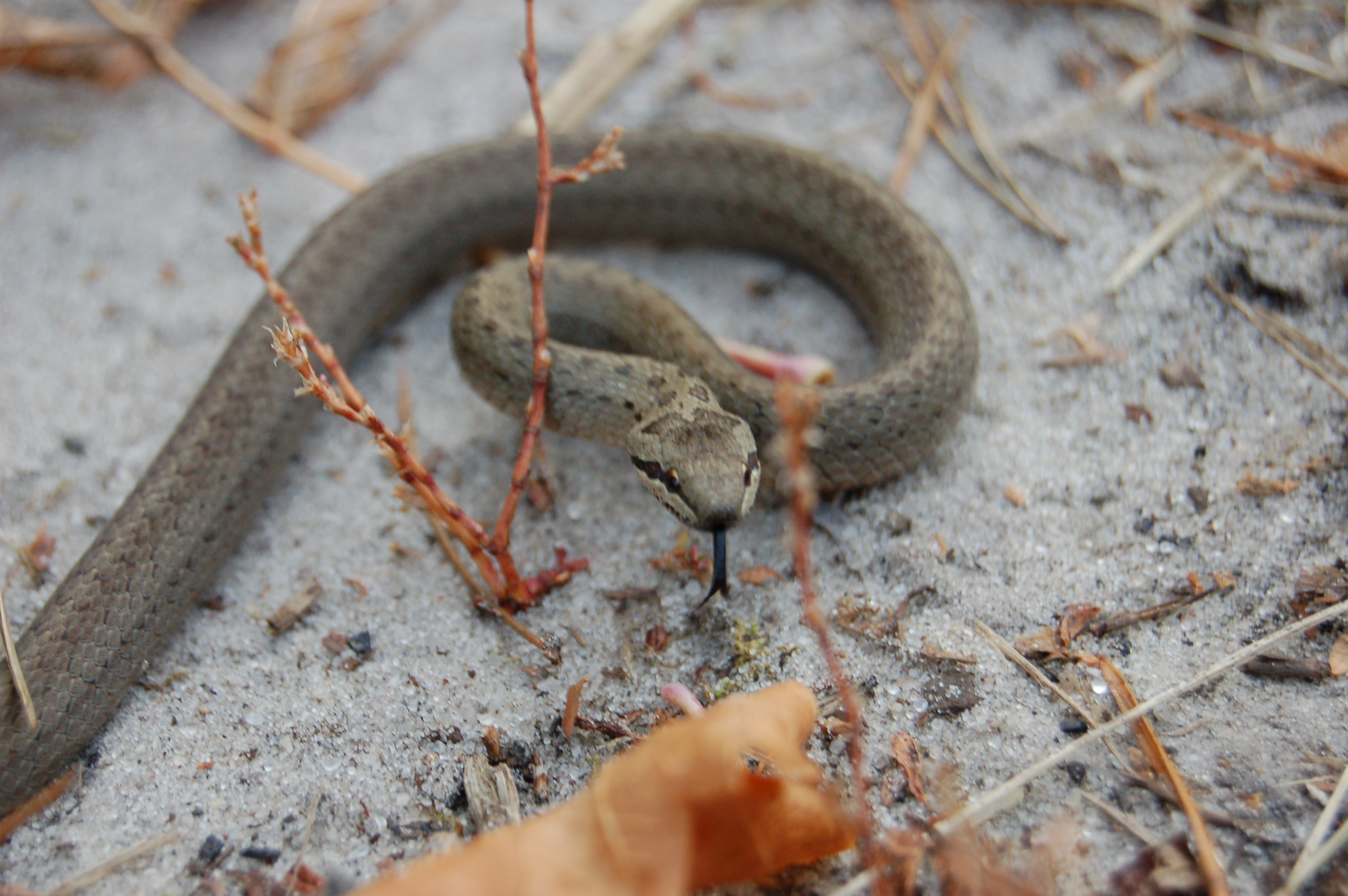
coronella austriaca,
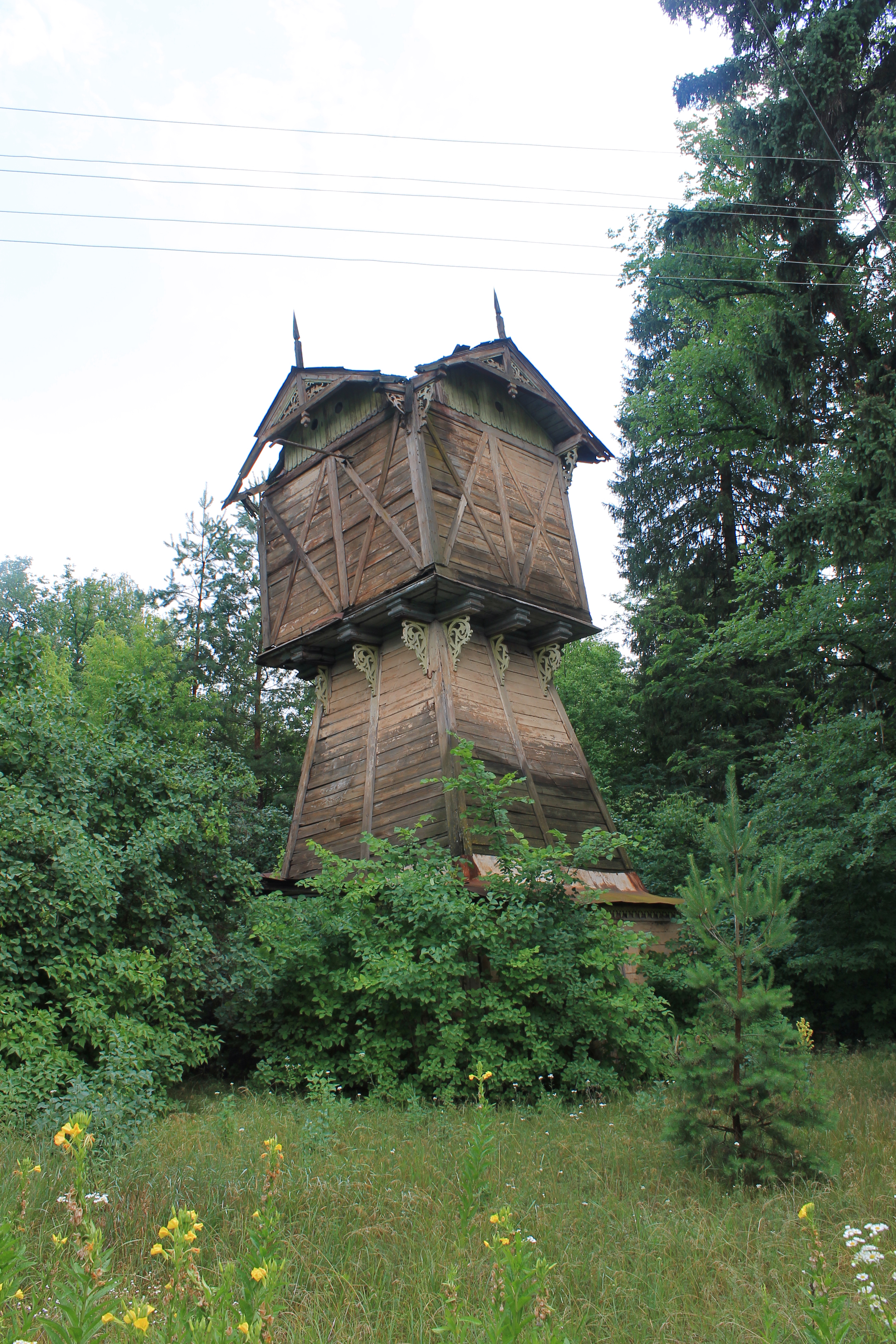
château d'eau du XIXe siècle,
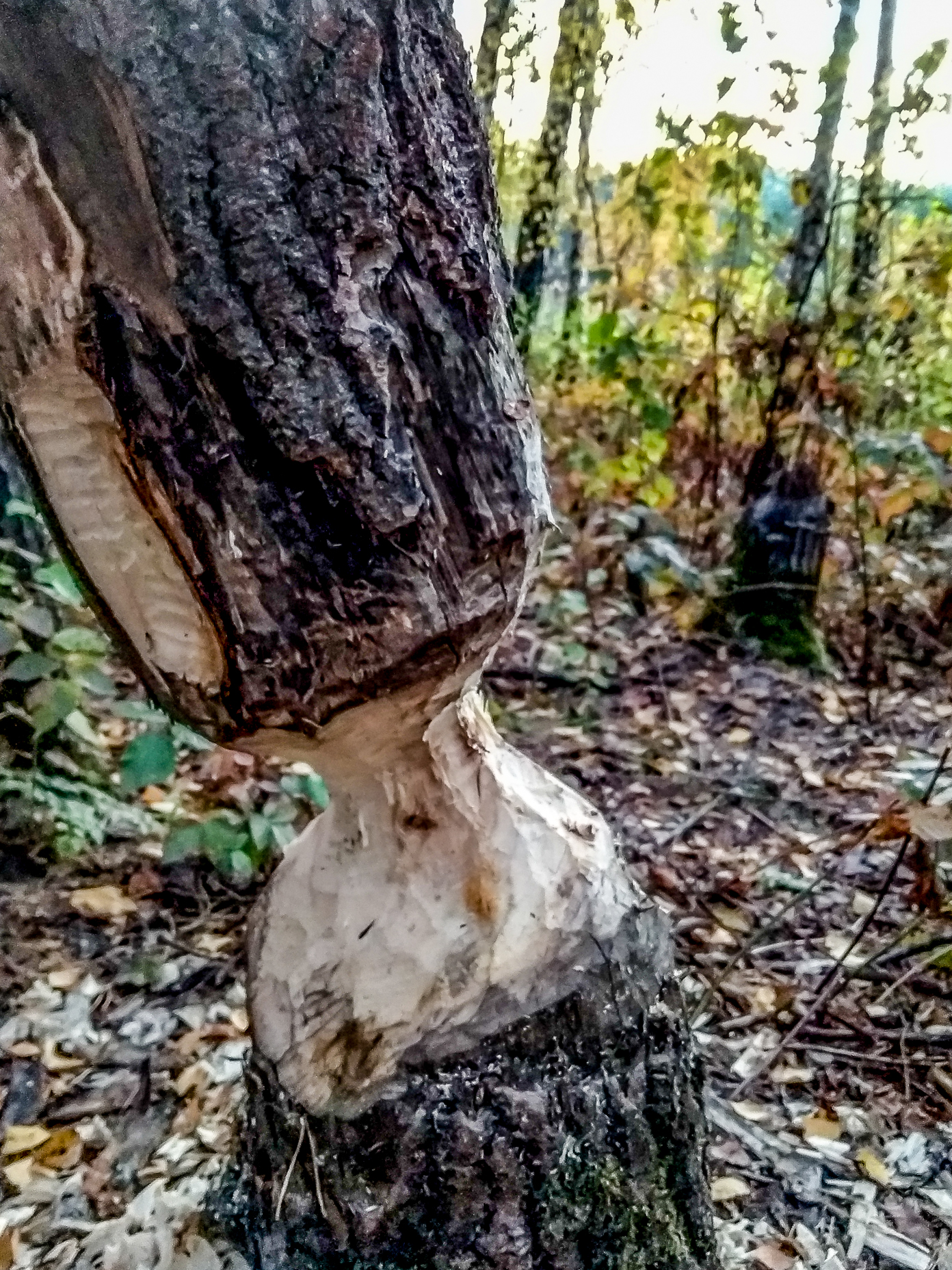
habitat de castors,
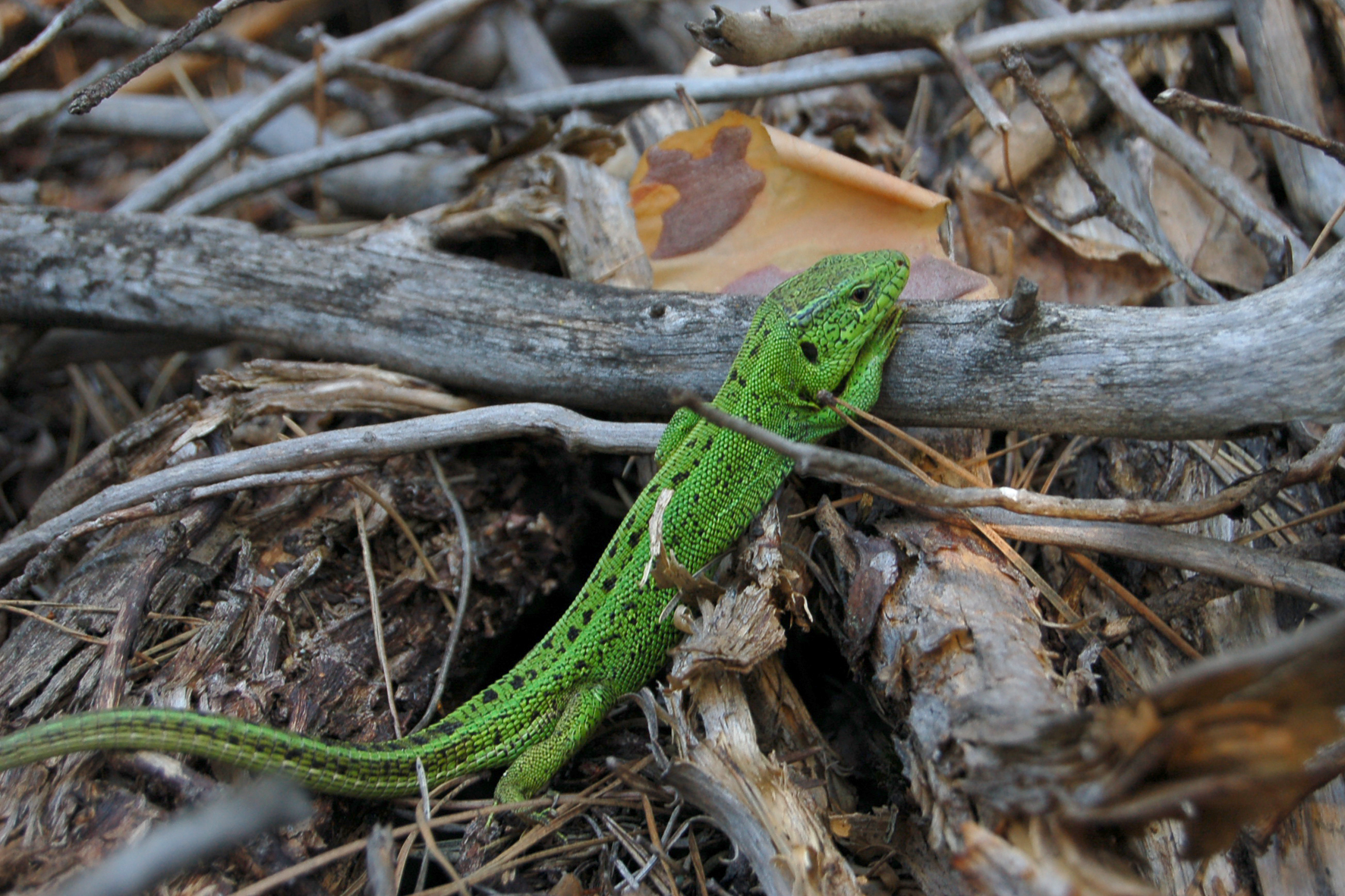
de lézards.